# 絲鞋
絲鞋（しがい・いとのくつ・しあい）とは、未成年の皇族や童舞の舞楽装束、神道の儀式に参加する幼い巫女に用いられる絹糸製の靴。
「絲」とは絹糸の事を指し、本体は白い絹糸を菱形を浮かせて編んだもので、中敷は筵、底は牛革製。足首部分に糸が通してあり、二重に足首を括って蝶結び（装束用語では諸鉤）に結ぶ。構造は現代のズック靴やアメリカ先住民のモカシンに似る。
もともと六位以下の下級武官の履く苧麻製の「麻鞋（まかい）」がルーツということもあり、軽快で活動性に優れるため、童水干などと同様の経緯で貴族の子供用になり高級化して絹糸製の「絲鞋」が誕生した。同じく「麻鞋」から発展したものに、下級武官用の藁製の靴「草鞋（わらうず）」がある。
奈良県春日大社の御祭では、楽人(舞楽・雅楽・猿楽)が芝生の上で絲鞋を履き舞う。
銀座金春祭での路上での演能の際に用いる。